# Aldermanns arvinge
Aldermanns arvinge är den första delen i en trilogi av den svenska författaren och litteraturkritikern Gabriella Håkansson, som utgavs 2013 på Albert Bonniers förlag. Efterföljaren, Kättarnas tempel, utkom 2014.

## Handling
Romanen utspelar sig i 1800-talets London. William Aldermann är föräldralös men har ärvt en stor förmögenhet och växer upp i ett palats på Harley Street. Förutom förmögenheten har han ärvt en anarkistisk idétradition och på Aldermanns axlar vilar ansvaret att förkasta Gud, lagarna och staten samt göra revolution. En gammal vän till Williams fader dyker upp i London och vill återupprätta faderns sällskap Dilettanti. Fadern har gömt undan sina planer, och nu måste man leta upp dem. Samtidigt försöker andra förhindra sällskapet från att återuppstå och istället ta kål på idétraditionen. William slits mellan dessa båda krafter.

## Mottagande
Romanen fick ett blandat mottagande av kritikerna. Mycket positiv var Carl-Johan Malmberg i Svenska Dagbladet som jämförde den med Umberto Ecos lärda medeltidsroman Rosens namn och Susan Sontags Vulkanälskaren om engelska antikälskare på 1700-talet. Han skrev att ”den är storslagen i sin intrig, omsorgsfull i sina detaljer, lärd utan att vara docerande, stilistiskt ett kraftprov, ja, helt enkelt häpnadsväckande”. Claes Wahlin i Aftonbladet hade vissa invändningar mot att författaren ibland förklarar för mycket för läsaren om tidsepoken, men ansåg ändå att det är ett imponerande verk; ”en fresk över ett döende samhällsskikt, bitvis magnifik i sitt anslag och med ett elastiskt och drivet språk” och där ”tematiken (frihetsproblemet, samlandet, dödligheten och erotiken) elegant har vävts in hos de olika romanpersonerna och deras inbördes relationer”. Maria Edström i Sveriges Radios Kulturnytt tyckte att romanen hade sitt största intresse i skildringen av tidsepoken men invände att hon aldrig riktigt rycktes med av någon spänning i berättelsen. Direkt negativ var Victor Malm i Expressen som under rubriken ”Epik utan liv” tyckte att romanen är en naiv, klichéfylld och livlös berättelse som mer visar upp författarens föreställning av epoken än att den ger en levande och autentisk bild av den.